# Psychoda quasisetigera
Psychoda quasisetigera är en tvåvingeart som beskrevs av Ibanez-bernal 2008. Psychoda quasisetigera ingår i släktet Psychoda och familjen fjärilsmyggor. Inga underarter finns listade i Catalogue of Life.